# Joseph Dixon
Joseph Dixon (Coalisland, 1º febbraio 1806 – Armagh, 29 aprile 1866) è stato un arcivescovo cattolico irlandese.

## Biografia
Nato in una famiglia contadina nella contea di Tyrone, nel 1822 fu ammesso al collegio di Maynooth come seminarista dell'arcidiocesi di Armagh e, completata la sua formazione, fu ordinato prete. A Maynooth ricoprì la carica di decano e fu professore di sacre scritture ed ebraico; fu anche autore di una Introduzione alle Sacre Scritture.
Dopo il trasferimento alla sede di Dublino di Paul Cullen, fu nominato suo successore come arcivescovo di Armagh e primate d'Irlanda: fu consacrato nella cappella del collegio di Maynooth il 21 novembre 1852.
Trasferì la cattedra vescovile dalla chiesa di San Pietro a Drogheda a quella di San Patrizio ad Armagh, dove istituì il capitolo metropolitano, e nel 1854 celebrò un sinodo provinciale; chiamò in diocesi le vincenziane, i maristi e i lazzaristi, ai quali affidò il seminario diocesano. Assistette a Roma alla proclamazione del dogma dell'Immacolata Concezione da parte di papa Pio IX.
Fu amico di John Henry Newman, conosciuto al sinodo di Oscott del 1852, e sostenne i suoi sforzi volti alla fondazione dell'università cattolica sul St. Stephen's Green di Dublino.
Denunciò, anche tramite una lettera pubblicata sul Freeman's Journal, Napoleone III di complicità con le forze italiane che miravano all'abbatimento del potere temporale dei papi e incoraggiò i giovani irlandesi a unirsi alle brigate di combattenti volontari costituite per la difesa dello Stato pontificio minacciato dalle truppe sabaude.
Morì sessantenne ad Armagh e fu sepolto nel locale convento del Sacro Cuore.

## Genealogia episcopale e successione apostolica
La genealogia episcopale è:
- Cardinale Scipione Rebiba
- Cardinale Giulio Antonio Santori
- Cardinale Girolamo Bernerio, O.P.
- Arcivescovo Galeazzo Sanvitale
- Cardinale Ludovico Ludovisi
- Cardinale Luigi Caetani
- Cardinale Ulderico Carpegna
- Cardinale Paluzzo Paluzzi Altieri degli Albertoni
- Papa Benedetto XIII
- Papa Benedetto XIV
- Papa Clemente XIII
- Cardinale Giovanni Carlo Boschi
- Cardinale Bartolomeo Pacca
- Papa Gregorio XVI
- Cardinale Castruccio Castracane degli Antelminelli
- Cardinale Paul Cullen
- Arcivescovo Joseph Dixon

La successione apostolica è:
- Vescovo John Pius Leahy, O.P. (1854)
- Arcivescovo Daniel McGettigan (1856)
- Vescovo James Quinn (1859)
- Vescovo Patrick Dorrian (1860)
- Vescovo Nicholas Conaty (1863)
- Vescovo Thomas Nulty (1864)
- Vescovo James Donnelly (1865)